# Vorranggebiet
Ein Vorranggebiet ist in der Regionalplanung ein Gebiet, in dem bedingt durch raumstrukturelle Anforderungen eine bestimmte Angelegenheit vorrangig vor anderen Angelegenheiten zu erfüllen ist. Es müssen alle raumbedeutsamen Planungen und Vorhaben in dem betreffenden Gebiet mit dem vorrangigen Ziel vereinbar sein. Vorranggebietsfestlegungen sind schlussabgewogen, d. h., dass Vorhaben und Maßnahmen, die dem festgelegten Ziel entgegenlaufen, ohne weitere Abwägung beispielsweise mit den privaten Belangen des Vorhabenträgers unzulässig sind. 
Vorranggebiete sind Ziele der Raumordnung im Sinne des Raumordnungsgesetzes (§ 3 Abs. 1 Nr. 2 ROG), Vorbehaltgebiete zählen zu den Grundsätzen der Raumplanung. In Vorbehaltsgebieten ist bestimmten raumbedeutsamen Funktionen oder Nutzungen jedoch bei der Abwägung mit konkurrierenden raumbedeutsamen Nutzungen lediglich „besonderes Gewicht“ beizumessen § 7 Abs. 3 Satz 2 Nr. 1 Raumordnungsgesetz (ROG). Sie können als öffentlicher Belang im Sinne des § 35 BauGB der Genehmigung eines bestimmten konkurrierenden, nicht durch die planerische Ausweisung erfassten Bauvorhabens im Einzelfall entgegenstehen, führen also nicht ohne weiteres zur Unzulässigkeit.

## Merkmale
Vorranggebiete sind in § 7 Abs. 3 Satz 2 Nr. 1 ROG definiert als
„Gebiete, die für bestimmte raumbedeutsame Funktionen oder Nutzungen vorgesehen sind und andere raumbedeutsame Nutzungen in diesem Gebiet ausschließen, soweit diese mit den vorrangigen Funktionen oder Nutzungen nicht vereinbar sind“.
Vorranggebiete können für unterschiedliche Nutzungen festgelegt werden. Dazu gehören u. a. Vorranggebiete für Windenergie, Rohstoffsicherung, hafenorientierte wirtschaftliche Anlagen, Siedlungsentwicklung oder Natur und Landschaft.
Beispielsweise sind Ziele der Ausweisung von Vorranggebieten für Natur und Landschaft:
- nachhaltige Sicherung von Räumen mit bedeutsamen Natur- und Landschaftspotenzial
- ökologisch wertvolle Ausgleichsflächen schützen
- Vielfalt der Kulturlandschaften erhalten

Vorranggebiete für Natur und Landschaft greifen häufig vorhandene Schutzkategorien auf und integrieren deren Flächenfestsetzungen. Schutzgebiete unterschiedlichen Schutzgrades sind:
- Naturschutzgebiete und Nationalparks: nur behördliche Pflegemaßnahmen erlaubt, frei von jeglichen Eingriffen oder Nutzungen
- Naturdenkmale
- Landschaftsschutzgebiete und Biosphärenreservate: Erhaltung gewachsener Kulturlandschaften, Veränderung der bisherigen wirtschaftlichen Nutzung untersagt
- Naturparks: Dienstleistungen können aufgebaut werden, aber insgesamt darf der landschaftliche Reiz und die ökologische Vielfalt nicht beeinträchtigt werden.

## Beispiele
Die rot-grüne Landesregierung in Nordrhein-Westfalen wollte ab dem Jahr 2011 Flächen entlang von Autobahnen, Bahntrassen oder Stromleitungstrassen als Vorranggebiete ausweisen bzw. für den Bau von Windparks nutzen.